# Bubujingxin (serie televisiva)
Bubujingxin (步步驚心T, 步步惊心S, BùbùjīngxīnP; titolo internazionale Scarlet Heart, conosciuta anche come Startling by Each Step) è una serie televisiva cinese. La prima stagione è andata in onda su Hunan TV dal 10 al 29 settembre 2011 ed è basata sul romanzo Bubujingxin di Tong Hua; la seconda stagione, completamente indipendente dal libro, è stata trasmessa in prima visione a Taiwan su Zhejiang Television dal 22 aprile al 7 maggio 2014 ed è stata intitolata Bubujingqing (步步驚情T, 步步惊情S, BùbùjīngqíngP).
La prima stagione consta di 35 episodi, così raccolti anche in DVD, che sono stati rimontati in 40 per la messa in onda.
La seconda stagione consta di 39 episodi, ma, a causa del divieto di trasmettere serie sui viaggi nel tempo in Cina, furono ridotti a 35 togliendo tutti i riferimenti alla prima stagione e a Ruoxi, e doppiando alcuni dialoghi per cambiarne le battute. Poiché la trama di partenza prevedeva che Zhang Xiao rimanesse colpita da Yin Zheng data la sua somiglianza con il Quarto Principe conosciuto durante la dinastia Qing, per ovviare al problema, all'inizio del primo episodio fu aggiunta una scena di Zhang Xiao che guarda Bubujingxin, spiegando che la sua ossessione per Yin Zheng è dovuta al suo essere identico all'attore della serie che ha tanto colpito la protagonista. I 35 episodi, così raccolti in DVD, furono rimontati in 41 per la messa in onda; tuttavia, ai paesi esteri fu distribuita la versione originale da 39 episodi senza alterazioni.
Nel 2015 ne è stato annunciato un remake sudcoreano, Dar-ui yeon-in - Bobogyeongsim ryeo (달의 연인 - 보보경심 려), in onda dal 29 agosto 2016 sul canale SBS. Diretto da Kim Kyu-tae, il serial è co-prodotto da Universal Studios, e vede IU e Lee Jun-ki nel ruolo dei protagonisti.

## Trama

### Prima stagione
Dopo essere stata investita da una macchina, la venticinquenne Zhang Xiao si ritrova nella Cina imperiale, durante la dinastia Qing, nel corpo di una sua vita precedente, Maertai Ruoxi, la figlia sedicenne di un generale Manchu. Dopo un tentativo fallito di tornare nel 2011, Ruoxi tenta di abituarsi alla sua nuova vita presso la corte dell'imperatore Kangxi, dove rimane coinvolta nella lotta dei principi per il trono e fa innamorare di sé l'Ottavo Principe Yinsi e il Quarto Principe Yinzhen, mentre fa amicizia con il Tredicesimo Principe Yinxiang.

### Seconda stagione
Sono passati tre mesi da quando Zhang Xiao si è svegliata dal coma e la donna non riesce a dimenticare il Quarto Principe. Un giorno, al museo, incontra un uomo identico a lui: si tratta di Yin Zheng, il figlio adottivo del presidente della compagnia Zhentian, e, per scoprire che legame abbia con il Quarto Principe, Zhang Xiao si fa assumere come progettista. Poco dopo, però, rimane vittima di una scarica elettrica e perde la memoria della sua vita come Ruoxi, iniziando a uscire con un uomo gentile di nome Kang Sihan, che lei ignora essere il fratellastro di Yin Zheng; nel frattempo, quest'ultimo frequenta Lan Lan, una modella dal misterioso passato identica a Zhang Xiao. Aiutato dallo zio, Yin Zheng nutre piani di vendetta contro il patrigno Kang Zhentian, che accusa della morte del proprio padre biologico, e vuole rovinare la compagnia e Kang Sihan; Zhang Xiao si ritrova così, senza volerlo, al centro di una lotta per il potere.

## Personaggi
- Zhang Xiao/Maertai Ruoxi (stagioni 1-2), interpretata da Liu Shishi e Chai Wei (stagione 2, da bambina).
Zhang Xiao è una donna di venticinque anni proveniente dal mondo moderno che si ritrova, dopo un incidente, nel corpo di una sua vita precedente, la sedicenne Maertai Ruoxi. Ruoxi è una ragazza vivace e anticonformista, che dice sempre quello che pensa e non si fa sottomettere. È molto apprezzata dagli uomini per la sua bellezza, ma è anche intelligente, tenace e osservatrice. Entra nel palazzo imperiale per la selezione delle concubine, ma viene invece scelta, grazie all'intervento dei vari principi, come cameriera personale dell'imperatore Kangxi. Nella vita di corte, Ruoxi viene coinvolta nei vari intrighi escogitati dai numerosi principi che cercano di mettersi in luce agli occhi del loro padre-imperatore, ma allo stesso tempo cercano di mettere in cattiva luce gli altri fratelli. Inizialmente è innamorata di Yinsi, successivamente ricambia l'amore di Yinzhen, ma Ruoxi alla fine accetta di sposare Yinti pur di lasciare la Città Proibita.
- Yinzhen (stagione 1), interpretato da Nicky Wu.
Il Quarto Principe, è un uomo riservato e serio che inizialmente appare come un uomo gelido agli occhi di Ruoxi. Sostiene il Principe Ereditario, ma quando questi viene deposto, entra lui stesso nella lotta per il potere.
- Yinsi (stagione 1), interpretato da Kevin Cheng.
L'Ottavo Principe, è il primo amore di Ruoxi e suo cognato, avendone sposato la sorella maggiore, Maertai Ruolan. È raffinato, gentile e calmo, ma anche molto ambizioso e mira al trono. È figlio di una ex serva di corte e per questo il suo status è più basso e difficilmente può ambire al trono imperiale.
- Yinti (stagione 1), interpretato da Lin Gengxin.
Il Quattordicesimo Principe e l'unico tra i principi nato dalla stessa madre di Yinzhen, è altruista e sincero. Sostiene la storia d'amore tra Ruoxi e l'Ottavo Principe, finendo per innamorarsi della ragazza, ma nonostante tutto cerca sempre di rimanerle accanto da buon amico. Nella lotta per il trono, inizialmente sostiene l'Ottavo Principe, finendo infine per diventare uno dei candidati a succedere all'imperatore.
- Imperatore Kangxi (stagione 1), interpretato da Damian Lau.
È l'imperatore della dinastia Qing, un sovrano saggio e giusto che odia vedere i suoi figli lottare per il trono. Non si è mai fidato dell'Ottavo Principe.
- Yinxiang (stagione 1), interpretato da Yuan Hong.
Il Tredicesimo Principe e sostenitore di Yinzhen, nato da una concubina di basso rango, ha un carattere ribelle e focoso che gli permette di capire perfettamente Ruoxi, essendo molto simili, e di diventarne l'amico più fedele e leale. S'innamora di Luwu, dalla quale ha una figlia.
- Lady Ulanara (stagione 1), interpretata da Mu Tingting.
È la moglie del Quarto Principe, è molto fedele al proprio sposo e nel corso della storia fa qualunque cosa per aiutare il proprio consorte.
- Concubina Nian (stagione 1), interpretata da Lu Meifang.
Una delle concubine del Quarto Principe e sorella di Nian Gengyao. Yinzhen la sposa con l'obiettivo di tenersi stretto il generale Nian.
- Yinreng (stagione 1), interpretato da Zhang Lei.
Il Secondo Principe, è il figlio dall'imperatrice e questo gli ha permesso di ottenere il titolo di principe ereditario sin dalla nascita. È cresciuto con la certezza di diventare un giorno il futuro imperatore e questo lo ha portato a compiere azioni che hanno avuto come conseguenza la sua deposizione per ben due volte.
- Yin'e (stagione 1), interpretato da Ye Zuxin.
Il Decimo Principe, è gentile, infantile e allegro, e tutti lo considerano uno sciocco, tranne l'Ottavo Principe. Sposa Gororo Mingyu, pur avendo una cotta, non ricambiata, per Ruoxi. Con il tempo, supera il disprezzo per la moglie e se ne innamora.
- Yintang (stagione 1), interpretato da Han Dong.
Il Nono Principe, è egocentrico, subdolo e calcolatore. Ha in antipatia Ruoxi fin dal primo momento.
- Maertai Ruolan (stagione 1), interpretata da Annie Liu.
La sorella maggiore di Ruoxi e seconda moglie dell'Ottavo Principe, è una donna mite e sottomessa. Non ha mai amato il marito perché è ancora profondamente innamorata di un generale e incolpa l'Ottavo Principe della sua morte.
- Gororo Minghui (stagione 1), interpretata da Shi Xiaoqun.
La prima moglie dell'Ottavo Principe, sua madre è la cugina dell'imperatore. Ama molto il marito, anche se lui non le ha mai prestato molta attenzione, amando, all'inizio, Ruolan.
- Lüwu (stagione 1), interpretata da Guo Zhenni.
È una ex concubina che lavora in una casa di piacere. Diventa amica del Tredicesimo Principe, dal quale poi ha una figlia.
- Chenghuan (stagione 1), interpretata da Chai Wei.
È la figlia di Luwu e del Tredicesimo Principe.
- Qiaohui (stagione 1), interpretata da Cao Xinye.
È la fedele serva di Ruoxi presso la residenza dell'Ottavo Principe. Assiste Ruolan fin da quando era piccola.
- Yutan (stagione 1), interpretata da Ye Qing.
Lavora come serva sotto le dipendenze di Ruoxi al palazzo imperiale. Si scopre alla fine che è una spia del Nono Principe.
- Yunxiang (stagione 1), interpretata da Kang Mingtong.
Lavora come cameriera sotto Ruoxi al palazzo imperiale.
- Minmin (stagione 1), interpretata da Cristy Guo.
La principessa dei Mongoli, figlia del loro principe Suwanguaerjia. S'innamora del Tredicesimo Principe, anche se poi sposa Zuoying, e diventa amica di Ruoxi.
- Suwanguaerjia (stagione 1), interpretato da Ba Sen.
Il padre di Minmin e principe dei Mongoli.
- Irgen-Gioro Zuoying (stagione 1), interpretato da Zheng Kai.
Un principe buono e gentile, sposa Minmin.
- Li Dequan (stagione 1), interpretato da Deng Limin.
Eunuco e attendente personale dell'imperatore Kangxi.
- Wang Xi (stagione 1), interpretato da Zhou Yancheng.
Eunuco amico di Ruoxi e figlioccio di Li Dequan.
- Gao Wuyong (stagione 1), interpretato da Hu Zhonghu.
Eunuco e attendente personale di Yinzhen.
- Yinzhi (stagione 1), interpretato da Chen Jingyu.
Il Terzo Principe.
- Yinqi (stagione 1), interpretato da Wang Xiaodong.
Il Quinto Principe.
- Li Guangdi (stagione 1), interpretato da Gao Sen.
- Medico imperiale He (stagione 1), interpretato da Lian Teyue.
- Gororo Mingyu (stagione 1), interpretata da Liu Yuxin.
La sorella di Minghui, viene data in sposa al Decimo Principe. È una ragazza arrogante e prepotente, che ha sempre preso in giro, fin da piccola, il Decimo Principe, anche se poi inizia ad amarlo. All'inizio non ha un buon rapporto con Ruoxi, ma con il passare degli anni diventano amiche.
- Imperatrice Xiao Gong Ren (stagione 1), interpretata da Dai Chunrong.
La madre di Yinzhen e Yinti.
- Consorte Liang (stagione 1), interpretata da Liu Jie.
La madre di Yinsi.
- Longkodo (stagione 1), interpretato da Zhao Jialin.
Il fratello dell'imperatrice Xiao Yi Ren.
- Nian Gengyao (stagione 1), interpretato da Xing Hanqing.
Generale della dinastia Qing al servizio del Quarto Principe.
- Huang Di (stagioni 1-2), interpretato da Ma Tianyu (stagione 1) e Chen Xiang (stagione 2).
Il fidanzato di Zhang Xiao in epoca moderna.
- Yin Zheng (stagione 2), interpretato da Nicky Wu e Zheng Wei (da bambino).
Direttore del gruppo Zhentian, suo padre è morto in una spedizione nel deserto dalla quale è tornato vivo solo Kang Zhentian, che ha poi sposato sua madre, diventando il suo patrigno.
- Kang Zhentian (stagione 2), interpretato da Damian Lau.
Il presidente del gruppo Zhentian.
- Lan Lan (stagione 2), interpretata da Liu Shishi e Chai Wei (da bambina).
Modella venticinquenne appena tornata dall'Australia, è identica a Zhang Xiao e ha alle spalle un passato misterioso.
- Kang Sihan (stagione 2), interpretato da Sun Yizhou e Bian Cheng (da bambino).
Figlio maggiore di Kang Zhentian, s'innamora di Zhang Xiao, ma le tace la sua vera identità. Ha passato gli ultimi venti anni all'estero da quando il padre lo ha cacciato di casa, e per questo nutre del risentimento nei suoi confronti. Tornato in Cina, apre un proprio marchio di profumi e prodotti per la cura della pelle, lo Z&X.
- Kang Siyu (stagione 2), interpretato da Jiang Jingfu e Huang Ming (da bambino).
Figlio minore di Kang Zhentian, s'innamora di Zhang Xiao e possiede un bar.
- Jack (stagione 2), interpretato da Ye Zuxin.
Il diretto superiore di Zhang Xiao al gruppo Zhentian, è un uomo snob.
- Ling Dang (stagione 2), interpretata da Yico Zeng.
La migliore amica di Kang Siyu e barista.
- Mo Xiaohe (stagione 2), interpretata da Cai Yatong.
Collega di Zhang Xiao al gruppo Zhentian, dove ha iniziato a lavorare per trovare un fidanzato.
- Zhang Zejiang (stagione 2), interpretato da Gan Yu.
Il padre di Zhang Xiao.
- Zhao Lan (stagione 2), interpretata da He Yin.
La madre di Yin Zheng.
- Zhou Yue (stagione 2), interpretato da Zhang Jiang.
Amico e collega di Kang Sihan alla Z&X.
- Ma Yinuo (stagione 2), interpretata da Annie Liu.
Donna che aiuta Kang Sihan durante il suo rapimento.
- Meng Xinyi (stagione 2), interpretata da Ye Qing.
Migliore amica di Zhang Xiao e fidanzata di Kang Sihan.
- Qiao Qi (stagione 2), interpretata da Wu Li.
Assistente personale di Yin Zheng.
- Liu Donghai (stagione 2), interpretato da Deng Limin.
Uno dei direttori del gruppo Zhentian e amico intimo di Kang Zhentian.
- Yin Chenggui (stagione 2), interpretato da Yin Zhuzheng.
Zio di Yin Zheng, ha un conto in sospeso con Kang Zhentian e conosce Lan Lan.
- Han Qing (stagione 2), interpretato da Zhao Chulun.
Assistente di Yin Chenggui ed ex fidanzato di Lan Lan.
- Wang Tiecheng (stagione 2), interpretato da Da Li.
Uno dei direttori del gruppo Zhentian.
- Xiao Hua (stagione 2), interpretato da ?.
Padre biologico di Zhang Xiao.
- Qin Yuzhen (stagione 2), interpretata da Liu Shishi.
Moglie di Xiao Hua e madre di Zhang Xiao, è morta di parto.
- Yin Chengyi (stagione 2), interpretato da Wang Zhifei.
Padre biologico di Yin Zheng.
- Meng Yinan (stagione 2), interpretata da Gu Yan.
Madre di Xinyi.
- Segretario Hou (stagione 2), interpretato da ?.
Segretario e autista di Kang Zhentian.

## Ascolti
| Episodio | Data di trasmissione | CSM27 | CSM27      | CSM30 | CSM30      |
| Episodio | Data di trasmissione | Share | Spettatori | Share | Spettatori |
| -------- | -------------------- | ----- | ---------- | ----- | ---------- |
| 1-2      | 10 settembre 2011    | 1,55  | 6,80       | 1,68  | 6,98       |
| 3-4      | 11 settembre 2011    | 1,55  | 6,80       | 1,63  | 7,19       |
| 5-6      | 12 settembre 2011    | 1,28  | 5,85       | 1,33  | 6,80       |
| 7-8      | 13 settembre 2011    | 1,12  | 5,25       | 1,16  | 6,45       |
| 9-10     | 14 settembre 2011    | 1,18  | 5,21       | 1,21  | 6,55       |
| 11-12    | 15 settembre 2011    | 1,02  | 4,88       | 1,15  | 6,65       |
| 13-14    | 16 settembre 2011    | 1,66  | 6,74       | 1,61  | 6,50       |
| 15-16    | 17 settembre 2011    | 1,66  | 6,74       | 1,65  | 7,13       |
| 17-18    | 18 settembre 2011    | 1,26  | 6,54       | 1,30  | 6,69       |
| 19-20    | 19 settembre 2011    | 1,18  | 5,65       | 1,22  | 6,98       |
| 21-22    | 20 settembre 2011    | 1,33  | 5,74/7,44  | 1,35  | 7,88       |
| 23-24    | 21 settembre 2011    | 1,24  | 6,88       | 1,23  | 7,09       |
| 25-26    | 22 settembre 2011    | 1,28  | 7,00       | 1,26  | 7,07       |
| 27-28    | 23 settembre 2011    | 1,59  | 7,37       | 1,61  | 7,85       |
| 29-30    | 24 settembre 2011    | 1,59  | 7,37       | 1,77  | 7,83       |
| 31-32    | 25 settembre 2011    | 1,59  | 7,37       | 1,26  | 6,43       |
| 33-34    | 26 settembre 2011    | 1,38  | 7,66       | 1,38  | 7,88       |
| 35-36    | 27 settembre 2011    | 1,47  | 7,74       | 1,48  | 8,35       |
| 37-38    | 28 settembre 2011    | 1,55  | 7,87       | 1,58  | 9,09       |
| 39-40    | 29 settembre 2011    | 1,93  | 10,31      | 2,00  | 10,91      |
| Media    | Media                | 1,42  | 6,87       | 1,44  | 7,41       |

| Episodio | Data di trasmissione | CSM34 | CSM34      | CSM50 | CSM50      |
| Episodio | Data di trasmissione | Share | Spettatori | Share | Spettatori |
| -------- | -------------------- | ----- | ---------- | ----- | ---------- |
| 1-2      | 22 aprile 2014       | 1,127 | 3,052      | 1,102 | 3,049      |
| 3-5      | 23 aprile 2014       | 0,934 | 2,588      | 0,899 | 2,546      |
| 6-8      | 24 aprile 2014       | 1,022 | 2,821      | 1,006 | 2,805      |
| 9-10     | 25 aprile 2014       | 1,002 | 2,679      | 0,998 | 2,705      |
| 11-12    | 26 aprile 2014       | 1,160 | 3,099      | 1,134 | 3,057      |
| 13-15    | 27 aprile 2014       | 1,224 | 3,300      | 1,179 | 3,238      |
| 16-18    | 28 aprile 2014       | 1,133 | 3,127      | 1,098 | 3,080      |
| 19-21    | 29 aprile 2014       | 1,244 | 3,471      | 1,200 | 3,400      |
| 22-24    | 30 aprile 2014       | 1,263 | 3,486      | 1,224 | 3,430      |
| 25-27    | 1º maggio 2014       | 1,206 | 3,495      | 1,170 | 3,443      |
| 28-29    | 2 maggio 2014        | 1,275 | 3,685      | 1,210 | 3,537      |
| 30-31    | 3 maggio 2014        | 1,183 | 3,183      | 1,136 | 3,106      |
| 32-34    | 4 maggio 2014        | 1,374 | 3,794      | 1,354 | 3,803      |
| 35-37    | 5 maggio 2014        | 1,421 | 3,942      | 1,442 | 4,081      |
| 38-40    | 6 maggio 2014        | 1,448 | 4,056      | 1,460 | 4,150      |
| 41       | 7 maggio 2014        | 1,418 | 4,189      | 1,418 | 4,271      |
| Media    | Media                | 1,213 | 3,362      | 1,187 | 3,344      |

## Colonna sonora
Le sigle di apertura sono One Persistent Thought e Love's Ripples per la prima stagione, e Step By Step per la seconda stagione, mentre le sigle di chiusura sono Three Inches of Heaven e Season of Waiting per la prima stagione, e Dust per la seconda stagione. Le colonne sonore sono state pubblicate rispettivamente il 1º settembre 2011 e il 25 aprile 2014.
Prima stagione
1. One Persistent Thought (一念执着) – Hu Ge e Alan Dawa Dolma
2. Season of Waiting (等你的季节) – Liu Shishi
3. Three Inches of Heaven (三寸天堂) – Ivy Yan
4. Startling by Each Step (步步惊心)
5. Strange Dream (奇梦)
6. Do Not Fear (别恐惧)
7. The Castle (堡垒)
8. Poison (毒)
9. Unfamiliarity (陌生)
10. Depression (郁)
11. The Arrival of the Imperial Family (皇室来临)
12. Kung Fu (功夫)
13. L'Amour (倾慕)
14. Delight (欢欣)
15. Fantasy (奇幻)
16. Adorable (小可爱)
17. Love Poison (情毒)
18. Do Not Leave (不要走)
19. Sorrow (悲)
20. Aftershock (追惊)

Non incluse nella colonna sonora in vendita:
1. Love's Ripples (爱的涟漪) – Ailiya e Alicia
2. Sculpture of Love (雕刻爱情) – Zheng Jiajia
3. Snowflakes and Red Plum Blossoms (雪花红梅) – Gong Shujun

Seconda stagione
1. Step By Step (步步) – Mayday
2. Dust (塵埃) – Jiajia
3. Lose Myself (不在乎) – Richie Ren
4. Stutter (結巴) – Yen-j e Puff Guo
5. Second Love (身不由己) – Ding Dang
6. Not About Kindness (無關善良) – Victor Huang
7. The Miracle of Meeting Again (再續前緣)
8. Which Chaotic Age Does Not Cause Goodbyes? (哪個亂世沒有離別)
9. With Love As Passionate As the Skies (愛如穹蒼般壯烈)
10. Do We Know Each Other (我們認識嗎？)
11. Go For You in Your World (去你的世界找你)
12. Love and Not Forgetting (相依相愛難相忘)
13. This Life (今生今世)
14. Happiness of the Future (未來的幸福)

## Riconoscimenti
- 2011 – Anhui TV Awards
  - Vinto – Drama più popolare.
  - Vinto – Speciale raccomandazione dei media a Liu Shishi.
  - Vinto – Attore più popolare (Hong Kong e Taiwan) a Kevin Cheng.
- 2011 – National Drama Festival
  - Vinto – Serie televisiva più popolare del 2011.
- 2012 – Tripod Awards
  - Vinto – Miglior attore in un drama in costume a Nicky Wu.
  - Vinto – Attore meglio accolto dai media a Nicky Wu.
  - Vinto – Attrice meglio accolta dai media a Liu Shishi.
- 2012 – Shanghai TV Festival Magnolia Awards
  - Vinto – Attore più popolare a Nicky Wu.
  - Vinto – Attrice più popolare a Liu Shishi.
- 2012 – Seoul Television Festival
  - Vinto – Miglior attore cinese a Nicky Wu.
  - Vinto – Drama popolare oltreoceano.
- 2012 – Tencent Star Ceremony
  - Vinto – Miglior drama in Cina, Hong Kong e Taiwan.
  - Vinto – Miglior attrice cinese dell'anno a Liu Shishi.
- 2012 – Huading Night
  - Vinto – Più popolare a Nicky Wu.
  - Vinto – Più popolare a Liu Shishi.
- 2012 – Sohu.com TV Drama Awards
  - Vinto – Miglior coppia sullo schermo a Liu Shishi e Nicky Wu.
  - Vinto – Miglior nuovo attore a Lin Gengxin.
- 2012 – Esquire Award Ceremony
  - Vinto – Artista femminile più popolare dell'anno a Liu Shishi.
  - Vinto – Artista maschile più popolare dell'anno a Yuan Hong.

## Distribuzioni internazionali
| Paese         | Canale/i                  | Prima TV                       | Titolo adottato                     | Note                                          |
| ------------- | ------------------------- | ------------------------------ | ----------------------------------- | --------------------------------------------- |
| Cina          | Hunan Broadcasting System | 10 settembre-29 settembre 2011 | 步步惊心                            | 40 episodi da 45 minuti                       |
| Cina          | CTi Variety               | 4 luglio-28 agosto 2014        | 步步驚情                            | 41 episodi da 35 minuti; tagliata e censurata |
| Corea del Sud | CineonTV                  | 5 ottobre 2011-?               | 보보경심                            | 35 episodi da 50 minuti                       |
| Corea del Sud | CHING                     | 22 settembre 2014-?            | 보보경정                            | 39 episodi da 45 minuti; integrale            |
| Taiwan        | Zhejiang Television       | 27 ottobre-22 novembre 2011    | 步步驚心                            | 19 episodi da 120 minuti                      |
| Taiwan        | Zhejiang Television       | 22 aprile-7 maggio 2014        | 步步驚情                            | 39 episodi da 45 minuti; integrale            |
| Stati Uniti   | ICN                       | 11 novembre 2011-?             |                                     |                                               |
| Malaysia      | Astro Zhi Zun HD          | 11 dicembre 2012-?             |                                     | 35 episodi da 50 minuti                       |
| Malaysia      | Astro Zhi Zun HD          | 18 maggio-6 luglio 2014        | 步步驚情                            | 39 episodi da 45 minuti; integrale            |
| Singapore     | MediaCorp Channel 8       | 16 gennaio-6 marzo 2012        | 步步惊心                            | 35 episodi da 50 minuti                       |
| Singapore     | MediaCorp Channel U       | 1 luglio-22 agosto 2014        | 步步驚情                            | 39 episodi da 45 minuti; integrale            |
| Hong Kong     | Drama 2                   | 9 maggio-26 giugno 2012        | 步步驚心                            | 35 episodi da 50 minuti                       |
| Hong Kong     | Drama 2                   | 1 maggio-24 giugno 2014        | 步步驚情                            | 39 episodi da 45 minuti; integrale            |
| Canada        | Talentvision              | 5 luglio-25 agosto 2012        | 步步驚心                            |                                               |
| Giappone      | BS JAPAN                  | ottobre-dicembre 2012          | 宮廷女官 若曦（ジャクギ）～步步驚心 | 35 episodi da 50 minuti                       |
| Giappone      | BS JAPAN                  | 23 ottobre 2014                | 宮廷女官 若曦（ジャクギ）～輪廻の恋 | 39 episodi da 45 minuti; integrale            |
| Thailandia    | 3SD                       | 10 aprile 2015-?               | ฝ่ามิติลิขิตสวรรค์                        | 35 episodi da 50 minuti                       |